# Nicole Müller (Fußballspielerin)
Nicole Müller (* 1. März 1980) ist eine deutsche Fußballspielerin.

## Karriere

### Vereine
Müller spielte von 1999 bis 2005 für drei Vereine in der Bundesliga. Als 19-Jährige debütierte sie am 29. August 1999 (1. Spieltag) für den 1. FC Saarbrücken bei der 0:4-Niederlage im Auswärtsspiel gegen den 1. FFC Frankfurt – über 90 Minuten. Ihre ersten Bundesligatore erzielte sie am 17. Oktober 1999 (7. Spieltag) beim 3:1-Sieg im Heimspiel gegen den FSV Frankfurt mit den Treffern zum 2:1 und 3:1 in der 39. und 86. Minute. Mit drei Toren in zwölf Punktspielen trug sie zum Klassenerhalt bei, der in der Folgesaison nicht gelang.
Daraufhin wechselte sie zum Bundesligisten FFC Brauweiler Pulheim, für den sie in der ersten Saison 20 Punktspiele bestritt und fünf Tore erzielte. Nach Saarbrücken zurückgekehrt, spielte sie in der Saison 2003/04 wiederholt für den 1. FC Saarbrücken, der erneut in die Bundesliga aufgestiegen war und am Saisonende in die 2. Bundesliga Süd absteigen musste.
Zur Saison 2004/05 wurde sie vom FSV Frankfurt verpflichtet; danach ließ sie ihre Karriere als Leistungssportlerin beim TuS Niederkirchen in der 2. Bundesliga Süd ausklingen.
Seit der Saison 2012/13 spielt sie für den SV Bardenbach, ihre erste in der 2. Bundesliga Süd, ihre zweite in der Regionalliga Südwest, danach in der Verbandsliga Saar.

### Nationalmannschaft
Am 9. Oktober 1997 debütierte sie als Nationalspielerin für die A-Nationalmannschaft, die in Duisburg das Testspiel gegen die Nationalmannschaft der Vereinigten Staaten mit 3:1 gewann; in der 82. Minute für Monika Meyer eingewechselt, blieb es ihr einziger Einsatz für den DFB.